# Igni
Igni (Batka Ignác) (Budapest, 1982. december 6. –) magyar R&B-soulénekes, dal- és dalszövegíró.

## Biográfia
2004-ben elindult a TV2 Megasztár című műsorában. A versenyt ugyan nem nyerte meg, de elég népszerűvé vált.
Ezután Gino Papa (V.S.O.P.) felkereste és lemezszerződést ajánlott fel neki.
2005-ben a Tracksound kiadó égisze alatt megjelent első lemeze Szemben az árral címmel. Készült egy videóklip a lemezről Jól tudom mit kívánsz címmel, a Viva tv és rádiók révén játszott dalából.
2006-ban elkészült a Barna lány videóklip. Viva Chart 2. helyezettje lett
2007-re elkészült egy dupla CD-je, amit nem adtak ki.
2008-ban elnyerte a II. Jazzy Jazz Dalverseny – 2008 legjobb soul zene díját a Minden nap, minden este című dallal
Részt vett a Jazzy Jazz Dalverseny válogatáslemezén. Jazzy rádió előszeretettel játszott dala.
2008-ban megjelent a V.S.O.P. 3. nagylemeze, amelyen 3 számban közreműködött.
2009-ben Mat Diamond Hidd el című számában működik közre, amihez klip is készült.
Dukai Regina Te vagy az a lány és SP Ne add fel című dalában mint szerző és szövegíró vett részt. Mindkét dal Viva Chartos a rádiók játszott dala lett.
2010-ben a Street nevű formáció oszlopos tagja lett a Megasztár 5 győztesei a legjobb csapat kategóriában.
2011-ben Street- Álmodj szabadon videóklip ami szintén viva chartos dal lett
2012-ben Young g feat Igni – Semmi gond videóklip viva chart top 10-es dala több héten keresztül 1 helyen szerepelt.
2013. november Diaz (Csöndör László) zenei producerrel és (Bom) Krausz Attila szövegíróval megírták az Indulj el című dalt.
2014. április Mr.Missh – Young g feat Igni – Veled érzem videóklip Music Channel és a vidéki rádiók előszeretettel játszott dala ezután ugyanebben a felállásban jött az Ez a nap című videóklip.
2014. június Young g feat Igni – Szállj! Videóklip
2014. szeptember Igni – Dopeman – Farkasember -Young G – Legyen egész évben videóklip
2014. szeptember Igni az R'N'B All Stars csapat egyik új tagja
2014. október Young g feat Igni – Ami belefér videóklip
2015. május: Igni – Innováció albumáról új szólódal megjelenése a Te vagy változás!